# NK Vinogradar Mandićevac
NK Vinogradar je nogometni klub iz Mandićevca u općini Drenje nedaleko Đakova u Osječko-baranjskoj županiji.
NK Vinogradar je član Nogometnog središta Đakova te Nogometnog saveza Osječko-baranjske županije. Natječe se u 2. ŽNL Osječko-baranjskoj NS Đakovo. Nogometno igralište nalazi se na ulazu u selo od Drenja, a u pozadini se nalaze vinogradi po kojima je ovo selo nadaleko poznato.

## Povijest
Klub je osnovan 1977. pod imenom NK Mladost.

## Uspjesi kluba
Prvaci 2018./19. – 3. ŽNL Osječko-baranjska Liga NS Đakovo.

## Vanjske poveznice
- https://comet.hns-cff.hr/